# Antioquia de Mesopotàmia
Antioquia de Mesopotàmia, també coneguda com a Antioquia d'Aràbia o Antiquia àrab (grec: Αντιόχεια την Αραβική o Αντιόχεια της Μεσοποταμίας) va ser una ciutat fundada després de la mort d'Alexandre el Gran. Era una ciutat de certa importància situada a la província d'Osroene, a Mesopotàmia, al camí que anava de Nísibis a Haran.
El nom d'Antioquia de Mesopotàmia és el que li dona Plini el Vell, però la ciutat va tenir altres noms:
- Constantia, segons l'historiador Procopi.[3]
- Constantina (Κωνσταντίνα), diu l'enciclopèdia Suides.[4]
- Antoninopolis, segons William Smith[5]
- Niceforion (Νικηφόριον), segons Esteve de Bizanci.[6]
- Maximianopolis (Μαξιμιανούπολις), segons William Smith.[7]
- Constantinòpolis d'Osroene.[8]
- Tella.[1]
- Antioquia de Mesopotàmia (Ἀντιόχεια τῆς Μεσοποταμίας), Antioquia d'Aràbia (Ἀντιόχεια ἡ Ἀραβική).[9]

Segons Plini el Vell, la ciutat la va fundar Seleuc I Nicàtor. Joan Malales explica que la va fundar Constantí I el Gran al damunt de l'antiga ciutat de Maximianòpolis, derruïda per un terratrèmol i pels sasànides. En aquesta ciutat hi va néixer Jacob d'Edessa el Vell.
L'emperador romà d'Orient, Maurici, hi va aturar una invasió sassànida en aquesta ciutat, a l'anomenada Batalla de Constantina l'any 582, on va morir el general Tahm-Khusro d'Armènia. Durant la guerra romano-sassànida va caure en mans dels sassànides, però un temps després la va reconquerir l'emperador Heracli. Va caure definitivament en mans dels àrabs l'any 639.
la seva ubicació és a prop de Viranşehir, a la província de Şanlıurfa, a Turquia.